# Boston Patriots 1967
La stagione 1967 dei Boston Patriots è stata l'ottava della franchigia nell'American Football League e la settima con Mike Holovak come capo-allenatore.. La squadra concluse con un bilancio di tre vittorie, dieci sconfitte e un pareggio, al quinto posto della AFL Eastern division. 

## Roster
I seguenti giocatori hanno disputato almeno una partita con i Boston Patriots nella stagione 1967.
| Ruolo   | Nome             |
| ------- | ---------------- |
| LB      | Tom Addison      |
| DT      | Houston Antwine  |
| HB/WR   | Joe Bellino      |
| T/DE    | Jim Boudreaux    |
| LB      | Nick Buoniconti  |
| G       | Justin Canale    |
| RB      | Bob Cappadona    |
| WR/K/DB | Gino Cappelletti |
| DB      | John Charles     |
| WR      | Jim Colclough    |
| DB      | Jay Cunningham   |
| DE/DT   | Bob Dee          |
| DE      | Larry Eisenhauer |
| DE      | Tom Fussell      |
| HB      | J.D. Garrett     |
| HB      | Larry Garron     |
| WR      | Art Graham       |
| DB      | White Graves     |
| DB      | Ron Hall         |
| QB      | John Huarte      |
| DT/DE   | Jim Hunt         |
| LB      | Ray Ilg          |
| DB      | Billy Johnson    |
| RB/WR   | Bobby Leo        |
| T/G     | Charley Long     |
| DT      | John Magnum      |
| DB      | Leroy Mitchell   |
| C       | Jon Morris       |
| RB      | Jim Nance        |
| T       | Tom Neville      |
| TE      | Bobby Nichols    |
| T/DT    | Don Oakes        |
| QB      | Babe Parilli     |
| LB      | Ed Philpott      |
| DB      | Vic Purvis       |
| TE      | Tony Romeo       |
| LB      | Doug Satcher     |
| DB      | Chuck Shonta     |
| T       | Karl Singer      |
| G       | Len St. Jean     |
| P       | Terry Swanson    |
| DT      | Ed Toner         |
| QB      | Don Trull        |
| DB      | Don Webb         |
| TE      | Jim Whalen       |
| DE/DT   | Mel Witt         |

## Calendario
| Turno | Data               | Avversario            | Risultato          | Pubblico           |                    |
| ----- | ------------------ | --------------------- | ------------------ | ------------------ | ------------------ |
| 1     | 3/9/1967           | at Denver Broncos     | S 21-26            | 35,488             |                    |
| 2     | 9/9/1967           | at San Diego Chargers | S 14-28            | 39,227             |                    |
| 3     | 17/9/1967          | at Oakland Raiders    | S 7-35             | 26,289             |                    |
| 4     | 24/9/1967          | at Buffalo Bills      | V 23–0             | 45,748             |                    |
| 5     | Settimana di pausa | Settimana di pausa    | Settimana di pausa | Settimana di pausa | Settimana di pausa |
| 6     | 8/10/1967          | San Diego Chargers*   | P 31–31            | 23,620             |                    |
| 7     | 15/10/1967         | Miami Dolphins        | V 41–10            | 23,955             |                    |
| 8     | 22/10/1967         | Oakland Raiders       | S 14-48            | 25,057             |                    |
| 9     | 29/10/1967         | at New York Jets      | S 23-30            | 62,784             |                    |
| 10    | 5/11/1967          | Houston Oilers        | V 18–7             | 19,422             |                    |
| 11    | 12/11/1967         | Kansas City Chiefs    | S 10-33            | 23,010             |                    |
| 12    | 19/11/1967         | New York Jets         | S 24-29            | 26,790             |                    |
| 13    | 26/11/1967         | at Houston Oilers     | S 6-27             | 28,044             |                    |
| 14    | Settimana di pausa | Settimana di pausa    | Settimana di pausa | Settimana di pausa |                    |
| 15    | 9/12/1967          | Buffalo Bills         | S 16-44            | 20,627             |                    |
| 16    | 17/12/1967         | at Miami Dolphins     | S 32-41            | 25,969             |                    |

(*) Partita disputata al San Diego Stadium poiché Fenway Park, stadio casalingo dei Patriots, era utilizzato dai Boston Red Sox, impegnati nelle World Series 1967.

## Classifiche
| AFL Eastern Division | AFL Eastern Division | AFL Eastern Division | AFL Eastern Division | AFL Eastern Division | AFL Eastern Division | AFL Eastern Division | AFL Eastern Division | AFL Eastern Division | AFL Eastern Division |
|                      | V                    | S                    | P                    | %                    | DIV                  | PF                   | PS                   | Str.                 |                      |
| -------------------- | -------------------- | -------------------- | -------------------- | -------------------- | -------------------- | -------------------- | -------------------- | -------------------- | -------------------- |
| Houston Oilers       | 9                    | 4                    | 1                    | .692                 | 5–1–1                | 258                  | 199                  | V2                   |                      |
| New York Jets        | 8                    | 5                    | 1                    | .615                 | 5–1–1                | 371                  | 329                  | V1                   |                      |
| Buffalo Bills        | 4                    | 10                   | 0                    | .286                 | 3–5                  | 237                  | 285                  | S1                   |                      |
| Miami Dolphins       | 4                    | 10                   | 0                    | .286                 | 2–6                  | 219                  | 407                  | S1                   |                      |
| Boston Patriots      | 3                    | 10                   | 1                    | .231                 | 3–5                  | 280                  | 389                  | S5                   |                      |

Nota: Le partite pareggiate non vennero conteggiate a fini delle classifiche fino al 1972.